# أليسيو تشاربي
أليسيو تشاربي (مواليد 19 أبريل 1973 في ليدو دي ييسولو - إيطاليا) (بالإيطالية: Alessio Scarpi)‏ لاعب كرة قدم إيطالي يلعب حاليا لصالح نادي الدرجة الأولى جنوى الإيطالي منذ 2004 في مركز حارس مرمى .

## روابط خارجية
- أليسيو تشاربي على موقع قاعدة بيانات كرة القدم.إي يو (الإنجليزية)
- أليسيو تشاربي على موقع Soccerway.com (الإنجليزية)
- أليسيو تشاربي على موقع عالم كرة القدم.نت (الإنجليزية)
- أليسيو تشاربي على موقع كووورة